# Merde Happens
Merde Happens is een komische roman uit 2007 van de in Frankrijk wonende Engelse schrijver Stephen Clarke. Het is het derde deel in een serie van vier boeken met de fictieve figuur Paul West in de hoofdrol.
Het eerste deel was het aanvankelijk in eigen beheer uitgegeven A Year in the Merde, in het Nederlands verschenen onder de titel 'Lente in Parijs', waarin Paul West kennismaakt met het roerige leven in de Franse hoofdstad. Het tweede deel, Merde Actually, beschrijft de ups en downs van het liefdesleven van Paul West en zijn pogingen een Engelse tearoom op te zetten in Parijs. Het vierde deel in de serie verscheen in 2008 onder de titel Dial M for Merde.
De term 'merde', het Franse equivalent voor 'shit', komt voor in de titels van alle vier de boeken. Zoals de schrijver zelf aangeeft zorgde dit voor de (on)nodige gevoeligheden, met name tijdens zijn promotiereizen en interviews in de Verenigde Staten. Het woord verwees in eerste instantie naar de alom aanwezige hondenpoep in Parijs, maar allengs werd het steeds meer een allusie naar de wespennesten waarin Paul West terechtkomt.
In dit deel van de serie doet de schrijver verslag van een opzienbarende fictieve tocht door de Verenigde Staten, vol bizarre gebeurtenissen en onverwachte wendingen, en geeft hij tevens een ironisch en humoristisch commentaar op bepaalde aspecten van de Amerikaanse samenleving.

## Verhaal
Paul West is in financiële moeilijkheden geraakt bij het opzetten en uitbaten van zijn tearoom. De helft van zijn belang heeft hij al overgedaan aan de zoon van zijn vroegere Franse werkgever. Vervolgens krijgt hij door de Franse bureaucratie een enorme boete opgelegd voor zijn weigering om de menukaart van zijn zaak in het Frans te vertalen. Om aan zijn verplichtingen te kunnen voldoen moet hij op zoek naar nieuwe bronnen van inkomsten. Hij geeft zich op voor een promotieactiviteit van de Britse toeristendienst en wordt tot zijn verrassing opgeroepen voor een gesprek. In eerste instantie komt hij terecht bij een dame die meent dat hij is gekomen voor een fotosessie ten behoeve van een brochure. Zij hult hem in diverse traditionele Britse kledingstukken, waaronder een (veel te korte) Schotse kilt. Als de vergissing blijkt komt hij bij zijn eigenlijke opdrachtgever. Na een bizarre sollicitatieprocedure blijkt hij de enige kandidaat te zijn. Zijn opdracht is in een met een Britse vlag beschilderde Mini een reis door de Verenigde Staten te ondernemen om op diverse manieren Groot-Brittannië te promoten als toeristenbestemming. Het gaat om een wedstrijd tussen diverse landen, die ieder hun eigen campagne voeren om hun land te promoten. Bij winst zal West een fikse bonus ontvangen, waarmee hij zijn schulden zal kunnen vereffenen. Een probleem blijkt echter dat zijn opdrachtgevers niet erg scheutig zijn met informatie over wat hij nu precies moet doen, en waar, waardoor hij voortdurend achter de feiten aan moet lopen. Al spoedig blijkt dat de communicatie die hij meent te hebben met het Londense hoofdkwartier in feite verloopt via een callcenter in India, wat de zaken er niet eenvoudiger op maakt.
West onderneemt de reis samen met zijn politiek kritische en feministische vriendin Alexa, die hierin als fotografe en documentairemaakster een mogelijkheid ziet om haar impressies van het kapitalistische Amerika vast te leggen. De eerste opdracht die hij moet vervullen is het organiseren van een teaparty in Boston, die op den duur uitloopt op een welhaast even chaotische situatie als de Boston Tea Party, zij het om heel andere redenen. Na diverse onbedoelde omtrekkende bewegingen belandt het paar in Miami voor het volgende evenement. Hier ligt de nadruk op Schotse dansen, waaraan hij door de omstandigheden gedwongen ook zelf moet meedoen. Inmiddels blijken er foto's van hem in zijn te korte kilt op diverse websites te staan, waar hij op den duur enige beruchtheid of beroemdheid aan ontleent. In Miami ontmoet hij zijn in Parijs wonende Amerikaanse vriend Jake, die zich immer uit in een vreemde mengeling van Frans en Engels en wiens ambitie het is om dichter te worden en het bed te delen met vrouwen uit zo veel mogelijk verschillende landen. Merkwaardig genoeg duikt overal waar Paul zich begeeft ook Elodie op, de dochter van zijn vroegere baas, met wie hij ooit een korte affaire heeft gehad. Het blijkt dat zij zich bezighoudt met de promotiecampagne voor Frankrijk. De activiteiten voor de Britse eenmansdelegatie beginnen redelijk, maar eindigen desastreus. Iedereen die geacht wordt hem bij te staan bij de organisatie is slechts uit op eigen belang en Paul West ziet zich gedwongen Miami te verlaten, samen met Jake en diens pas opgedane vriendin Juliana, maar zonder Alexa, met wie hij het contact heeft verloren.
De volgende stopplaats is Las Vegas. Ook hier wordt hij voor allerlei doeleinden ingezet, voornamelijk ter promotie van Amerikaanse bedrijven. Uiteindelijk breekt een laatste opdracht hem op en hij ziet zich opnieuw gedwongen de wijk te nemen. Zijn opdrachtgever in Londen is inmiddels wel ingenomen met alle publiciteit en de inmiddels alom verspreide internetbekendheid van de foto's met kilt.
West reist ten slotte af naar Los Angeles, waar de winnaar van de diverse landencampagnes zal worden bekendgemaakt. In een hilarische ontknoping blijkt wat de uiteindelijke opzet was van de hele onderneming...